# الأربعون العجلونية
عقد الجوهر الثمين في أربعين حديثا من أحاديث سيد المرسلين المشهورة بالأربعين العجلونية، هو كتاب للمحدث إسماعيل بن محمد العجلوني يضم أربعين حديثًا نبويًا مرتبة بحسب كتب الحديث المشهورة كل حديث من كتاب.
قال جمال الدين القاسمي في مقدمة  الفضل المبين على عقد الجوهر الثمين عنه : رسالة تلقتها الفحول بالقبول، وروتها الأصاغر عن الأكابر رجاء أن يكون لها بمسانيدها أعلى وصول، وقد جمعها من أربعين كتابا من كتب المحدّثين التي لها الشهرة الكبرى في العالمين.

## شروحات الكتاب
- الفضل المبين على عقد الجوهر الثمين لجمال الدين القاسمي